# Детонація моторних палив

Два фронти полум'я у камері згоряння, один з яких (ліворуч) спричинений детонацією

Детона́ція мото́рних па́лив (англ. engine knocking) — процес надмірно швидкого (вибухового) згоряння паливо-повітряної суміші у циліндрі двигуна внутрішнього згоряння. Поява детонації залежить від параметрів та режиму роботи двигуна, а також від детонаційної стійкості пального, що характеризується у випадку бензинів октановим числом. Вона викликає дзвінкий металевий «стукіт», вібрацію, а також перегрівання двигуна та може спричинити його пошкодження.

## Особливості згоряння паливо-повітряної суміші

### Згоряння паливо-повітряної суміші за нормальних умов роботи двигуна
При стисканні поршнем паливо-повітряна суміш значно нагрівається (адіабатичне стискання), що й забезпечує легкість її займання електричним розрядом на свічці запалювання. При нормальній роботі свіжі шари паливо-повітряної суміші нагріваються фронтом реакції. Це відносно повільний процес, тому фронт спокійного горіння стаціонарної суміші поширюється не швидше ніж 0,2…0,3 м/с. У двигуні, що працює, суміш не є стаціонарною, вона дуже швидко і турбулентно переміщається зі швидкостями, що мають той же порядок величини, що й швидкості руху контактуючих деталей (поршнів, або їх аналогів). Тому, фронт горіння фактично поширюється від свічки до периферії зі швидкістю порядку від 30 до 60 м/с (дозвукова швидкість) і процес згоряння триває близько 0,001 с. При цьому, природно, підвищується температура (1500…2400 °C) і тиск (до 60 атм) в камері згоряння, але підвищуються рівномірно по всьому об'єму викликаючи при цьому рух поршня вниз.

### Детонаційне згоряння паливо-повітряної суміші
При детонації початок поширення фронту горіння також підвищує температуру і тиск у дзеркалі камері згоряння, але цей стрибок викликає займання паливо-повітряної суміші вже не теплопровідністю від фронту полум'я, а від самого стрибка температури і тиску (ударної хвилі), яка рухається з надзвуковою швидкістю, тому підвищення тиску не встигає рівномірно поширитися по всьому об'єму, а концентрується в зоні фронту ударної хвилі, де досягає значних величин, що підтримують цю хвилю далі. Швидкість фронту ударної хвилі становить порядку сотень і тисяч метрів на секунду. Явище схоже з вибухом, близьким до бризантного. Ця ударна хвиля, натрапивши на стінки, створює дуже великі локальні навантаження в металі, характерний металевий звук, і при тривалій дії може викликати серйозні ушкодження в двигуні.
Детонаційне згоряння виникає, якщо в силу якихось причин надмірно підвищується швидкість руху фронту горіння, який починає самоприскорюватись, швидко доходячи до надзвукових швидкостей. Такими причинами можуть бути надмірне нагрівання паливо-повітряної суміші (з різних причин), а також властивості палива.

## Причини виникнення детонації
Практично, факторами, що приводять до детонації є: занадто ранній момент запалювання (тиск і температура надлишкові); перегрівання двигуна, недостатня детонаційна стійкість моторного палива; зниження детонаційної стійкості паливо-повітряної суміші при значному попаданні моторної оливи в камеру згоряння; надлишкові відкладення нагару у камері згоряння, які можуть збільшити ступінь стиску.
Стійкість палив до детонації підвищують антидетонатори (наприклад, метилтретинний бутиловий етер, етилтретинний бутиловий етер, диметиланілін, метанол, етанол).
Для контролю детонації при роботі бензинового двигуна внутрішнього згоряння використовують давачі детонації. Цей пристрій встановлюється на блоці циліндрів двигуна. Він є важливим компонентом системи керування двигуном, оскільки забезпечує реалізацію максимальної потужності та паливну економічність при роботі двигуна.